# Utivarachna dusun
Utivarachna dusun là một loài nhện trong họ Trachelidae.
Loài này thuộc chi Utivarachna. Utivarachna dusun được Christa L. Deeleman-Reinhold miêu tả năm 2001.